# Chthamalophilus delagei
Chthamalophilus delagei är en kräftdjursart. Chthamalophilus delagei ingår i släktet Chthamalophilus och familjen Chthamalophilidae. Inga underarter finns listade i Catalogue of Life.